# IAM Cycling/2016
Deze pagina geeft een overzicht van de IAM Cycling-wielerploeg in 2016.

## Algemene gegevens
Algemeen manager: Michel Thetaz
Teammanager: Rik Verbrugghe
Ploegleiders: Lionel Marie, Kjell Carlström, Eddy Seigneur, Mario Chiesa
Fietsmerk: Scott
Kopmannen: Matteo Pelucchi, Heinrich Haussler, Mathias Frank, Jonas Van Genechten

## Transfers
| Inkomend             | Team 2015                   | Uitgaand              | Team 2016           |
| -------------------- | --------------------------- | --------------------- | ------------------- |
| Leigh Howard         | Orica-GreenEdge             | Sébastien Reichenbach | FDJ                 |
| Oliver Zaugg         | Tinkoff-Saxo                | Sylvain Chavanel      | Direct Energie      |
| Oliver Naesen        | Topsport Vlaanderen-Baloise | Thomas Degand         | Wanty-Groupe Gobert |
| Vegard Stake Laengen | Team Joker                  | Patrick Schelling     | Team Vorarlberg     |
|                      |                             | Jérôme Pineau         | Gestopt             |

## Renners
| Naam                 | Geboortedatum | Nationaliteit    | Ploeg 2015                  |
| -------------------- | ------------- | ---------------- | --------------------------- |
| Marcel Aregger       | 26-08-1990    | Zwitserland      |                             |
| Matthias Brändle     | 07-12-1989    | Oostenrijk       |                             |
| Clément Chevrier     | 29-06-1992    | Frankrijk        |                             |
| Stef Clement         | 24-09-1982    | Nederland        |                             |
| (ITT) Jérôme Coppel  | 06-08-1986    | Frankrijk        |                             |
| Stefan Denifl        | 20-09-1987    | Oostenrijk       |                             |
| Dries Devenyns       | 22-07-1983    | België           |                             |
| Martin Elmiger       | 23-09-1978    | Zwitserland      |                             |
| Sondre Holst Enger   | 17-12-1993    | Noorwegen        |                             |
| Mathias Frank        | 09-12-1986    | Zwitserland      |                             |
| Jonathan Fumeaux     | 07-03-1988    | Zwitserland      |                             |
| Heinrich Haussler    | 25-02-1984    | Australië        |                             |
| Reto Hollenstein     | 22-08-1985    | Zwitserland      |                             |
| Leigh Howard         | 18-10-1989    | Australië        | Orica-GreenEdge             |
| Roger Kluge          | 05-02-1986    | Duitsland        |                             |
| Vegard Stake Laengen | 07-02-1989    | Noorwegen        | Team Joker                  |
| Pirmin Lang          | 25-11-1984    | Zwitserland      |                             |
| Oliver Naesen        | 16-09-1990    | België           | Topsport Vlaanderen-Baloise |
| Jarlinson Pantano    | 19-11-1988    | Colombia         |                             |
| Simon Pellaud        | 06-11-1992    | Zwitserland      |                             |
| Matteo Pelucchi      | 21-01-1989    | Italië           |                             |
| Vicente Reynés       | 30-07-1981    | Spanje           |                             |
| Aleksejs Saramotins  | 08-04-1982    | Letland          |                             |
| David Tanner         | 30-09-1984    | Australië        |                             |
| Jonas Van Genechten  | 16-09-1986    | België           |                             |
| Larry Warbasse       | 28-06-1990    | Verenigde Staten |                             |
| Marcel Wyss          | 25-06-1986    | Zwitserland      |                             |
| Oliver Zaugg         | 09-05-1981    | Zwitserland      | Tinkoff-Saxo                |

## Overwinningen
GP La Marseillaise
Winnaar: Dries Devenyns
Ster van Bessèges
5e etappe: Jérôme Coppel
Eindklassement: Jérôme Coppel
Clásica de Almería
Winnaar: Leigh Howard
Ronde van Kroatië
6e etappe: Sondre Holst Enger
Ronde van Italië
17e etappe: Roger Kluge
Ronde van België
2e etappe: Dries Devenyns
Eindklassement: Dries Devenyns
Ronde van Zwitserland
9e etappe: Jarlinson Pantano
Nationale kampioenschappen wielrennen
Oostenrijk - tijdrit: Matthias Brändle
Oostenrijk - wegrit: Matthias Brändle
Zwitserland - wegrit: Jonathan Fumeaux
Ronde van Frankrijk
15e etappe: Jarlinson Pantano
Ronde van Wallonië
5e etappe: Dries Devenyns
Eindklassement: Dries Devenyns
Ronde van Spanje
7e etappe: Jonas Vangenechten
17e etappe: Mathias Frank
GP Ouest France-Plouay
Winnaar: Oliver Naesen
Tour des Fjords
1e etappe: Leigh Howard
2013 · 2014 · 2015 · 2016
AG2R-La Mondiale · Astana Pro Team · BMC Racing Team · Cannondale Pro Cycling Team · Dimension Data · Etixx-Quick Step · FDJ · Team Giant-Alpecin · IAM Cycling · Team Katjoesja · Lampre-Merida · Team LottoNL-Jumbo · Lotto Soudal · Movistar Team · Orica GreenEDGE · Team Sky · Tinkoff · Trek-Segafredo